# 토마의 심장
《토마의 심장》(トーマの心臓 도마노 신조[*])은 하기오 모토가 창작한 일본의 만화이다. 1974년부터 1975년까지 쇼가쿠칸의 소녀 만화 잡지 《소녀 코믹》에 연재되었다. 타케미야 케이코의 《바람과 나무의 시》와 함께 소년애 만화의 고전으로 일컬어지고 있다. 2008년에 서울문화사에서 정식 한국어판을 출간하였다.
등장 인물 중 한 명인 오스카의 어린 시절을 다룬 〈방문자〉가 1980년에 만화 잡지 《플라워스》에 발표되었으며 단편집 《방문자》에 수록되어 출판되었다. 서울문화사에서는 《토마의 심장》의 정식 한국어판을 출간하기 전인 2007년에 단편집 《방문자》의 정식 한국어판을 출간하였다.

## 줄거리
어느 겨울, 토마라는 소년이 철길에 뛰어내려 자살한다. 토마가 다니던 김나지움에는 토마가 사고로 죽은 것으로 알려진다. 토마가 죽은 뒤 토마의 상급생인 유리 앞으로 토마가 부친 편지가 배달된다. 자신에 대한 감정을 고백한 토마의 편지를 읽은 유리는 속으로는 혼란스러워하지만 겉으로는 태연한 척한다. 유리의 룸메이트인 오스카는 그런 유리를 걱정한다. 유리는 토마의 무덤에 찾아가 토마의 편지를 찟어버리지만 동시에 토마와 똑같이 생긴 에릭이 나타난다.